# Вулканогенно-осадочные месторождения
Вулканогенно-осадочные месторождения — тип гидротермальных месторождений, залежи полезных ископаемых, образованные при осаждении продуктов вулканических извержений на дно древних морей и океанов. Рудные тела осаждались в форме пластов и желваков. Вулканогенно-осадочные месторождения порождаются как  основным, так и кислым вулканизмом и имеют различный геологический возраст — от позднего архея до современности.
Примеры месторождений:
- некоторые месторождения докембрийских железистых кварцитов, в том числе Курская магнитная аномалия и месторождения в Минас-Жерайс в Бразилии, образовались за счёт базальтового вулканизма;
- подводные отложения базальтов породили колчеданные медно-свинцово-цинковые месторождения: Бурибайское, Гайское, Куроко (в Японии);
- Риолит-базальтовый и трахибазальт-трахириолитовый вулканизм участвовал в формировании свинцово-цинковых (Холоднинское, Горевское, Мак-Артур-Ривер) и комплексных железных, марганцевых и свинцово-цинково-баритовых месторождений (Ушкатын-3 в Казахстане).

Примером вулканогенно-осадочного месторождения в процессе образования является Атлантис-II на дне Красного моря.
Некоторые учёные включают донные желваковые скопления железа и марганца с примесями кобальта, никеля, молибдена, платины в число вулканогенно-осадочных месторождений.